# High Energy Liquid Laser Area Defense System
Lo High Energy Liquid Laser Area Defense System, in sigla HELLADS (in italiano: Sistema di difesa a laser liquido ad alta energia), è un sistema Counter-RAM in sviluppo da parte della DARPA del Pentagono statunitense che userà un laser di una potenza di 150kW per abbattere missili, razzi, e proiettili d'artiglieria.
Il sistema iniziale sarà dimostrato da un'installazione statica a terra.